# Pristomerus olamonus
Pristomerus olamonus är en stekelart som beskrevs av Henry Lorenz Viereck 1917. Pristomerus olamonus ingår i släktet Pristomerus och familjen brokparasitsteklar. Inga underarter finns listade i Catalogue of Life.